# Relaciones Argelia-Perú
Las relaciones Argelia-Perú (en árabe: العلاقات الجزائرية البيرو‎) son las relaciones internacionales entre la República Democrática Popular de Argelia y la República de Perú. 

## Historia
Argelia y Perú establecieron relaciones diplomáticas el 10 de marzo de 1972, cuando estos países eran gobernados por Houari Boumedienne y Juan Velasco Alvarado, respectivamente. Antes del establecimiento de relaciones diplomáticas, Perú había mantenido un consulado en la Argelia francesa desde el siglo XIX como parte de sus relaciones diplomáticas con Francia.
En 1985, Argelia inició una política exterior encaminada al reconocimiento de la República Árabe Saharaui Democrática por los países latinoamericanos, que desembocó en el reconocimiento peruano del Estado en 1987, el cual fue suspendida en diversas ociasiones: 1996, 2022 y 2023.
La embajada del Perú en Argel abrió en 1972, pero cerró en 1990hasta reabrir en 2005, el mismo año en que se firmaron una serie de tratados entre ambos países como parte del fortalecimiento de sus relaciones.
A nivel legislativo existe una Liga Parlamentaria de Amistad Peruano-Argelina.

## Comercio
Ambos países mantienen un importante intercambio comercial. Argelia importa 47 millones de dólares anuales en productos peruanos, lo que representa el 47.3 por ciento del total de las importaciones del mundo árabe a Perú. Las inversiones argelinas en Perú ascienden a cerca de mil millones de dólares, principalmente en el sector de hidrocarburos.

## Visitas de alto nivel
- Presidente Abdelaziz Bouteflika (2005)[11]

## Misiones diplomáticas
- Argelia tiene una embajada en Lima.[10]
- Perú tiene una embajada en Argel.[12]